# Rivanazzano
Rivanazzano – miejscowość i gmina we Włoszech, w regionie Lombardia, w prowincji Pawia.
Według danych na rok 2004 gminę zamieszkiwało 4430 osób, 152,8 os./km².